# Matalam
Matalam ist eine philippinische Stadtgemeinde in der Provinz Cotabato. Sie hat 79.361 Einwohner (Zensus 1. August 2015).

## Baranggays
Matalam ist administrativ in 34 Baranggays unterteilt.
| - New Alimodian - Arakan - Bangbang - Bato - Central Malamote - Dalapitan - Estado - Ilian - Kabulacan - Kibia - Kibudoc - Kidama | - Kilada - Lampayan - Latagan - Linao - Lower Malamote - Manubuan - Manupal - Marbel - Minamaing - Natutungan - New Bugasong | - New Pandan - Patadon West - Poblacion - Salvacion - Santa Maria - Sarayan - Taculen - Taguranao - Tamped (Tampad) - New Abra - Pinamaton |